# Sipia palliata
A Sipia palliata a madarak (Aves) osztályának verébalakúak (Passeriformes) rendjébe és a hangyászmadárfélék (Thamnophilidae) családjába tartozó faj.

## Rendszerezése
A fajt Walter Edmond Clyde Todd amerikai ornitológus írta le 1917-ben, a Myrmeciza  nembe Myrmeciza laemosticta palliata néven. Egyes szervezetek jelenleg is ebbe a nembe sorolják Myrmeciza palliata néven.

## Előfordulása
Az Andok északi részén, Kolumbia és Venezuela területén honos. Természetes élőhelyei a szubtrópusi és trópusi síkvidéki és hegyi esőerdők. Állandó nem vonuló faj.

## Megjelenése
Testhossza 13-14 centiméter.

## Életmódja
Valószínűleg rovarokkal és pókokkal táplálkozik.

## Természetvédelmi helyzete
Az elterjedési területe még elég nagy, de folyamatosan csökken, egyedszáma is csökken. A Természetvédelmi Világszövetség Vörös listáján mérsékelten fenyegetett fajként szerepel.